# Итальянская оккупация Албании
Албанское королевство (алб. Mbretnija Shqiptare, итал. Regno albanese) с 1939 по 1943 год было оккупировано Италией и представляла собой её протекторат. Номинальным главой государства был Виктор Эммануил III, король Италии. В действительности Албания управлялась албанскими премьер-министрами. Присоединение Албании было частью плана по созданию Великой Италии.

## История

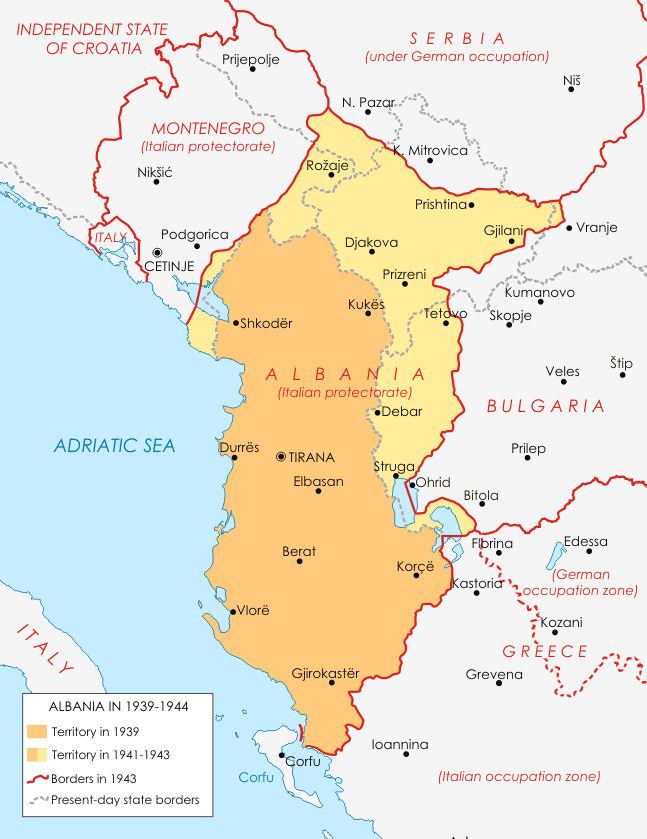
Албанское Королевство (1939—1943) — оккупация Италией и Германией

Италия оккупировала Албанию 7 апреля 1939 года, за пять месяцев до начала Второй мировой войны. Итальянские войска встретили вооружённое сопротивление албанской армии, но она не смогла ничего противопоставить противнику. 9 апреля 1939 года король Албании Зогу бежал в Грецию. Албания была союзником Италии с 1925 года, однако Бенито Муссолини, пытаясь вслед за расширением Германии (присоединение Австрии и Чехословакии) создать собственную империю, принял решение об аннексии Албании. Последняя перестала существовать как независимое государство и получила статус итальянского протектората, аналогично Протекторату Богемии и Моравии в составе Германии. Албания была автономной территорией в составе Италии, которая со временем должна была быть колонизирована и итальянизирована. 16 апреля 1939 года королём Албании формально стал итальянский король Виктор Эммануил III. Реальное управление осуществляли итальянский губернатор и албанское гражданское правительство. Албанская армия стала частью итальянской.
Итальянские фашисты считали Албанию исторической частью Италии, так как сначала она входила в Римскую империю, а затем албанское побережье (включая Дураццо) было частью Венецианской республики (Албания Венета). Кроме того, Албания занимала важное стратегическое положение на Балканах. В 1940 году Италия использовала Албанию для вторжения с её территории в Грецию. Италия поддерживала албанских националистов, ставивших целью отторжение у её соперника — Югославии — населённых частично албанцами Косово и Вардарской Македонии.
Премьер-министром Албанского королевства был Шефкет Верладжи, вступивший в должность ещё 12 апреля 1939 года и тем самым формально в течение четырёх дней исполнявший обязанности главы государства. В его обязанности входило повседневное управление протекторатом. 3 декабря 1941 года Шефкет Верладжи ушёл в отставку и его сменил представитель Албанской фашистской партии Мустафа Мерлика-Круя, который оставался на этом посту до 19 января 1943 года.
В период оккупации Италия полностью контролировала внешнюю политику, внешнюю торговлю и природные ресурсы Албании. Так, монополией на использование албанской нефти обладала итальянская государственная нефтяная компания Agip. Марионеточная Албанская фашистская партия стала правящей. Граждане Италии получили право селиться в Албании в качестве колонистов, чтобы в дальнейшем превратить страну в неотъемлемую часть Италии.
В конце октября 1940 года началась итало-греческая война. Албания играла в ней важную роль, так как именно с её территории итальянские сухопутные войска вторглись в Грецию. В планы Муссолини входило завоевание побережья всего восточного Средиземноморья. Однако вскоре после начала войны греческие войска перешли в контрнаступление и завоевали существенную часть Албании с городами Гирокастра и Корча. В апреле 1941 года Греция капитулировала перед немецкими войсками, и захваченные ей территории вернулись под протекторат Италии. Более того, часть территории Греции была отдана в подчинение Италии. В апреле 1941 года немецкие войска захватили также Югославию и территории, населённые албанцами и входившие в состав королевства Югославия, были переданы Италии.
В сентябре 1943 года итальянская армия капитулировала, и Италия вышла из Второй мировой войны. После этого Албания была оккупирована Германией, а к концу войны вся страна оказалась охвачена партизанским движением.